# 汇率风险
汇率风险是指汇率波幅所造成的風險。汇率波幅會影響海外貿易和投資盈亏、亦有不少人視汇率的波幅為投機獲利的機會。各國的中央銀行均負責控制汇率的波幅、確保金融體系的穩定。
根據在Shapiro所著的Multinational Financial Management（2006）中對於匯率風險有更明確的劃分，分為三種基本的風險：換算風險（Translation Exposure）又稱做會計風險（Accounting Exposure），而將經濟上的外匯風險再分為營運風險（Operation Exposure）和交易風險（Transaction Exposure），以下針對這三種風險做更明確的解釋。
- 換算風險（會計風險）
所謂換算風險是指在會計轉換時帳面所產生的損失或利得，換言之，就是指將外國業務中以當地貨幣表達之財務報表轉換成本國幣時，以外幣計價的資產負債以及收入支出，在轉換後將會發生匯兌損益。而換算風險是過去已經發生的（參見沉沒成本），屬於資產負債表和損益表帳面上的調整，較不具經濟以及財務上的意義。
- 營運風險
營運風險則是衡量貨幣波動對公司現有與未來之經濟性現金流量之影響的程度，也就是未來營收與成本改變的程度。而營運風險的匯率是指實質匯率的變動，非名目匯率；因為當名目匯率變動時，根據購買力平價理論（Purchasing Power Parity，PPP），價格也會隨之調整，所以實質匯率才是主要影響因素
- 交易風險
交易風險的定義是指計畫中、進行中或是由已知的合約上，承諾在未來外幣計價的現金流入或流出所造成的匯兌風險。

## 參看
- 對沖
- 假美金
- 匯率穩定基金